# Kỳ cuối

Kỳ cuối là giai đoạn cuối cùng của cả giảm phân và nguyên phân trong một tế bào của sinh vật nhân thực.
Trong suốt kỳ cuối, những kết quả của kỳ đầu và kỳ giữa sớm (màng nhân và nhân con tiêu biến) bị đảo ngược. Hai nhân tế bào con hình thành trong mỗi tế bào con, và photphataza làm mất phosphoryl hoá các lamin nhân ở đuôi của tế bào, tạo thành màng nhân bọc xung quanh mỗi nhân từ các thành phần của màng nhân của tế bào mẹ. Hai giả thuyết về việc việc này xảy ra như thế nào là:
- Vesicle fusion – Khi các mảnh của màng nhân hợp nhất lại với nhau để xây dựng lại màng nhân;
- Quá trình tái định hình mạng lưới nội chất – trong đó các phần của mạng lưới nội chất chứa màng nhân bị hấp thụ sẽ bao bọc lấy không gian nhân, tái tạo một màng đóng.[3]

Các nhiễm sắc thể đạt đến các cực khi màng nhân tái tạo quanh mỗi cặp nhiễm sắc tử, nhân con cũng xuất hiện trở lại. Những sợi thoi còn lại bắt đầu khử trùng hợp hóa. Các nhiễm sắc thể cũng tháo xoắn, trở về là chất nhiễm sắc giãn nở mà đã có mặt ở kỳ trung gian. Kỳ cuối chiếm xấp xỉ 2% tổng thời lượng của cả chu kỳ tế bào. 

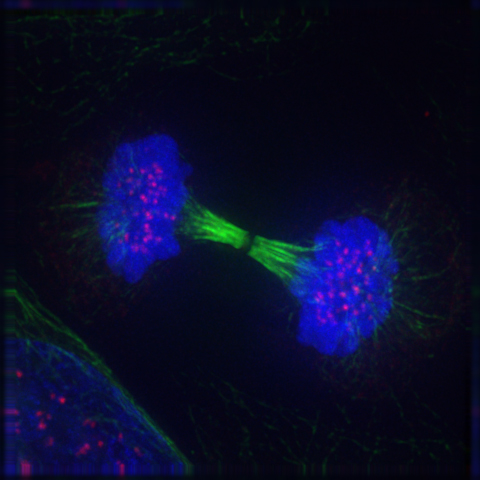
Màng nhân và nhân con xuất hiện trở lại: kỳ cuối

Quá trình phân chia tế bào chất thường bắt đầu ở kỳ cuối muộn.